# Сантана-да-Серра
Сантана-да-Серра (порт. Santana da Serra; МФА: [sɐ̃.ˈtɐ.nɐ dɐ ˈse.ʁɐ]) — парафія в Португалії, у муніципалітеті Оріке. Розташована в південній частині країни, на теренах історичної португальської провінції Алентежу. Входить до складу округу Бежа. За адміністративним поділом, чинним до 1976 року, терени парафії були складовою провінції Нижнє Алентежу. Належить до Безької діоцезії Католицької церкви. Патрон — свята Анна. Площа — 190,9423 км². Населення — 850 ос. (2011). Слабо урбанізований регіон. Густота населення — 4,45 осіб/км²
. Код — 021206.

## Населення
| Кількість мешканців | Кількість мешканців | Кількість мешканців | Кількість мешканців | Кількість мешканців | Кількість мешканців | Кількість мешканців | Кількість мешканців | Кількість мешканців | Кількість мешканців | Кількість мешканців | Кількість мешканців | Кількість мешканців | Кількість мешканців | Кількість мешканців |
| ------------------- | ------------------- | ------------------- | ------------------- | ------------------- | ------------------- | ------------------- | ------------------- | ------------------- | ------------------- | ------------------- | ------------------- | ------------------- | ------------------- | ------------------- |
| 1864                | 1878                | 1890                | 1900                | 1911                | 1920                | 1930                | 1940                | 1950                | 1960                | 1970                | 1981                | 1991                | 2001                | 2011                |
| 1 740               | 1 905               | 2 249               | 2 244               | 2 458               | 2 611               | 3 054               | 3 570               | 3 822               | 3 413               | 2 350               | 1 836               | 1 317               | 1 139               | 850                 |